# Citry
Citry is een gemeente in het Franse departement Seine-et-Marne (regio Île-de-France) en telt 682 inwoners (1999). De plaats maakt deel uit van het arrondissement Meaux.

## Geografie
De oppervlakte van Citry bedraagt 5,0 km², de bevolkingsdichtheid is 136,4 inwoners per km².
De onderstaande kaart toont de ligging van Citry met de belangrijkste infrastructuur en aangrenzende gemeenten.

## Demografie
Onderstaande figuur toont het verloop van het inwonertal (bron: INSEE-tellingen).